# وارطان ووسکانیان
وارطان ووسکانیان (ارمنی: Վարդան Ոսկանյան؛ زادهٔ ۱ ژانویهٔ ۱۹۷۲) جودوکار اهل ارمنستان-روسیه است که در رشته جودو در بازی‌های المپیک تابستانی ۲۰۰۰ به رقابت پرداخت.

## دستاوردها در ترکیب تیم ملی جودوی ارمنستان
| سال  | تورنمنت                     | مکان | کلاس وزنی               |
| ---- | --------------------------- | ---- | ----------------------- |
| ۲۰۰۰ | مسابقات قهرمانی جودوی اروپا | ۷ام  | فوق سبک‌وزن (۶۰ کیلوگرم) |
| ۱۹۹۹ | قهرمانی جودو جهان ۱۹۹۹      | ۷ام  | فوق سبک‌وزن (۶۰ کیلوگرم) |